# Miran Maričić
Miran Maričić (Bjelovar, 17. lipnja 1997.) je hrvatski strijelac, svjetski juniorski prvak u streljaštvu te višestruki osvajač odličja na svjetskim i europskim prvenstvima. Na Olimpijskim igrama u Parizu 2024. osvojio je brončano odličje.
Bio je #1 na ISSF svjetskoj ljestvici u zračnoj pušci 10m. Član je streljačkog kluba "SD Bjelovar 1874" te hrvatske seniorske streljačke reprezentacije. Titulu svjetskog juniorskog prvaka osvojio je na Svjetskom juniorskom prvenstvu u Suhlu 2017. godine gdje u dramatičnoj završnici i u zadnjem hicu osvojio zlatnu medalju ispred kineskog konkurenta Liu Yukuna. U svojoj prvoj seniorskoj godini nastavio je s odličnim rezultatima na Europskom prvenstvu u mađarskom gradu Juri, u gađanju zračnim oružjem - disciplina zračna puška 10m, gdje je osvojio srebrno odličje u momčadskoj konkurenciji zajedno s Petrom Goršom i Marinom Čerinom U rujnu 2018. godine, na Svjetskom prvenstvu u streljaštvu, održanom u južnokorejskom Changwonu, Miran je osvojio brončanu medalju u pojedinačnoj konkurenciji u disciplini zračna puška 10m. Time je osigurao kvotu za Hrvatsku na Olimpijskim igrama u Tokyu 2020. godine.
Na Europskom prvenstvu 2020. godine održanom u poljskom Wrocławu, osvojio je dvije medalje - srebrnu u momčadskoj konkurenciji s Petrom Goršom i Bornom Petanjekom, te brončanu medalju u disciplini Mix Team s reprezentativnom kolegicom Esterom Herceg.
Na Europskim igrama u Krakovu 2023., osvojio je srebro u disciplini zračna puška 10 m momčadski, a na Svjetskom prvenstvu iste godine u Bakuu osvojio je broncu u istoj disciplini momčadski.
Na Europskom prvenstvu u Osijeku 2025. godine osvojio je dvije medalje - srebrnu u momčadskoj konkurenciji s Petrom Goršom i Josipom Sikavicom, te brončanu medalju u disciplini zračna puška 10m pojedinačno.
Streljački trener mu je Damir Bošnjak.
Miran je dobitnik nagrade Dražen Petrović u 2017. godini u pojedinačnoj konkurenciji za izniman uspjeh te osvajanje svjetskog juniorskog zlata. Proglašen je i najboljim sportašem grada Bjelovara za 2017., 2018. i 2019. godinu.
Završio je Gimnaziju u Bjelovaru te studirao na Fakultetu organizacije i informatike (FOI) u Varaždinu.